# Ligne H8 du HÉV de Budapest
La ligne H8 du HÉV de Budapest ou ligne HÉV de Gödöllő est l'une des quatre lignes du réseau de train suburbain de Budapest. Inaugurée en 1888, elle relie Budapest à Gödöllő.

## Tracé et stations

### Liste des stations
|  |   |  | Station                | Desserte                         | Correspondances                                                                                             |
|  | - |  | ---------------------- | -------------------------------- | --- |
|  | o |  | Örs vezér tere         |                                  | 3 62 62A 80 81 82 10 31 32 44 45 67 85 85E 97E 131 144 161 161A 161E 168E 169E 174 176E 231 244 276E 277    |
|  | • |  | Rákosfalva             |                                  | 44 45 67 |
|  | • |  | Nagyicce               |                                  | 44 45 277 410 440 441                                                                                       |
|  | • |  | Sashalom               |                                  | 44 45 92 92A                                                                                                |
|  | • |  | Mátyásföld, repülőtér  |                                  | 44 46 92 92A 146 176E 276E                                                                                  |
|  | • |  | Mátyásföld, Imre utca  |                                  | 92 92A 176E 276E 410 440 441                                                                                |
|  | • |  | Mátyásföld alsó        |                                  | 92 92A |
|  | • |  | Cinkota                |                                  | 92 92A 174 175 410 430 440 441 480                                                                          |
|  | • |  | Ilonatelep             |                                  | 45 92 92A                                                                                                   |
|  | • |  | Kistarcsa, kórház      |                                  | 92 92A |
|  | • |  | Kistarcsa              |                                  | 410 430 440 441 448 449 504                                                                                 |
|  | • |  | Zsófialiget            |                                  | |
|  | • |  | Kerepes                |                                  | |
|  | • |  | Szilasliget            |                                  | |
|  | • |  | Mogyoród               | Hungaroring                      | 317 320 321 324 325 326                                                                                     |
|  | • |  | Szentjakab             |                                  | |
|  | • |  | Gödöllő, Erzsébet park |                                  | 477 |
|  | • |  | Gödöllő, Szabadság tér | Château Grassalkovits de Gödöllő | 317 324 402 412 422 432 442 446 447 448 450 451 452 453 454 455 464 470 471 472 473 474 475 476 477 478 479 |
|  | • |  | Gödöllő, Palotakert    |                                  | 440 441 442 444 465 470 472 473                                                                             |
|  | • |  | Gödöllő                | Université Szent István          | 440 441 442 444 446 447 448 465 466 470 472 80a                                                             |